# ایو پاژو
ایو پاژو (فرانسوی: Yves Pajot‎؛ زادهٔ ۲۰ آوریل ۱۹۵۲) قایقران قایق بادبانی اهل فرانسه است.